# Triptychon von Schloss Weiler

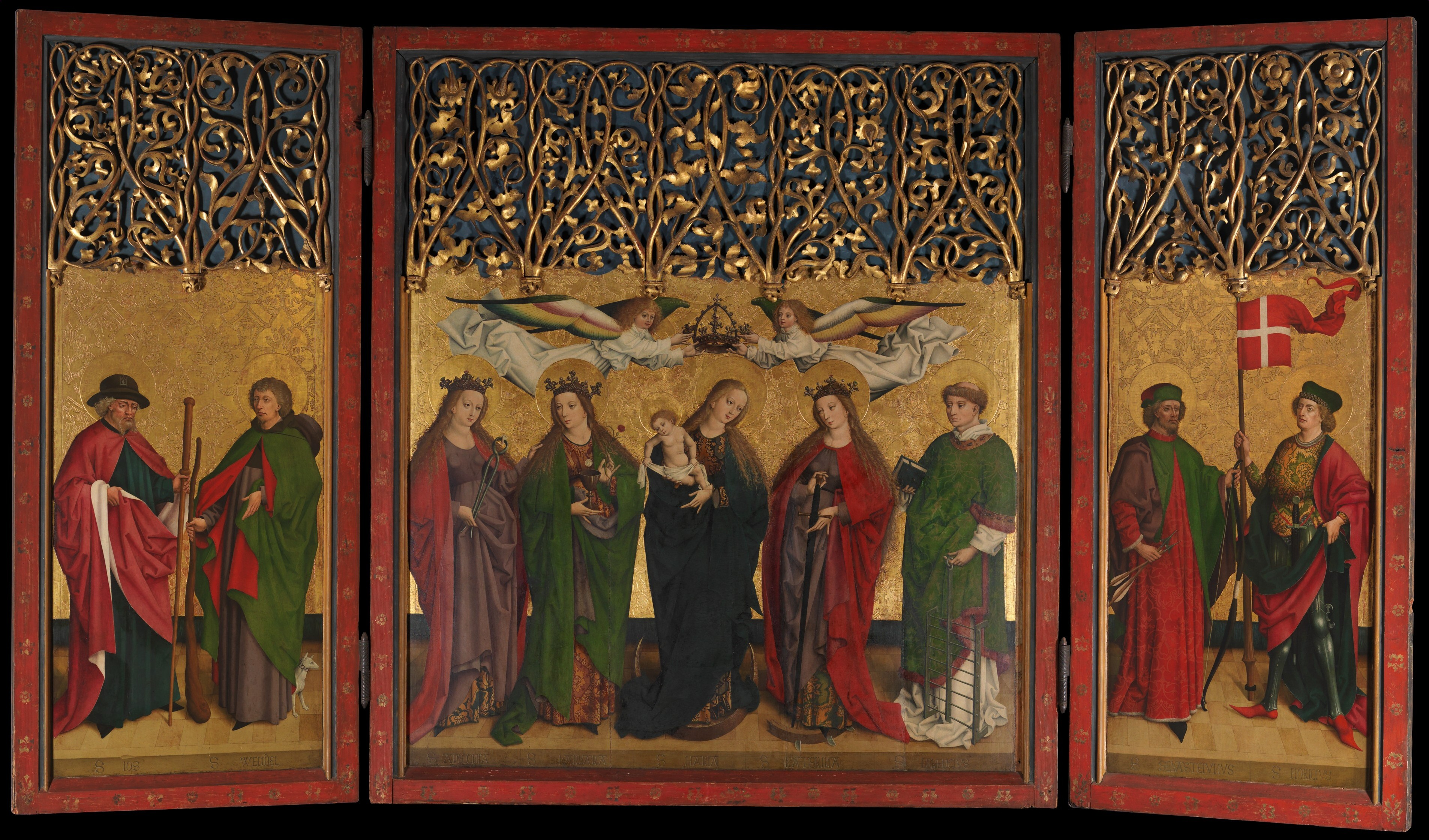
Triptychon, geöffneter Zustand

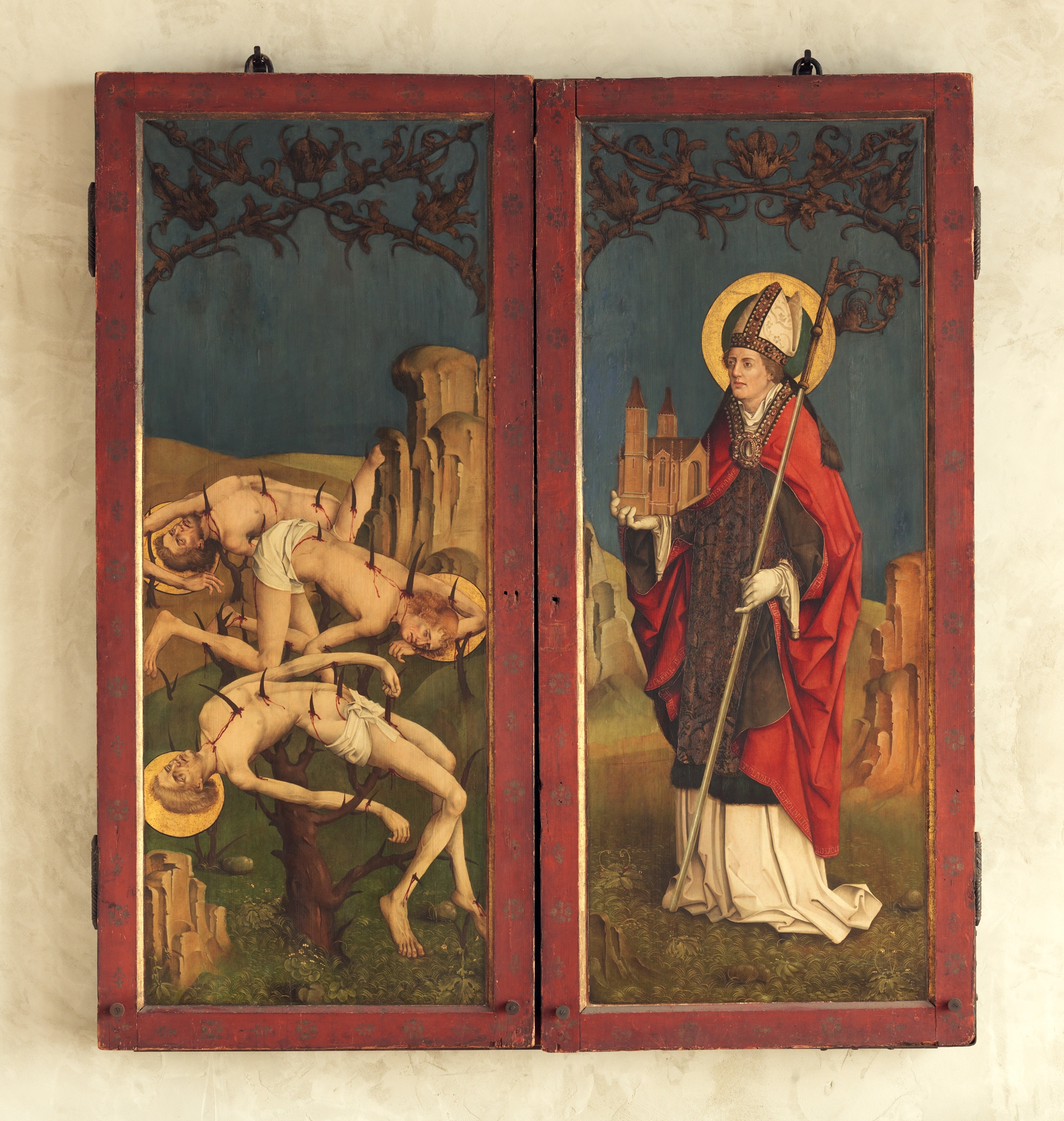
Geschlossener Zustand

Das Triptychon von Schloss Weiler ist ein spätgotisches Flügelretabel. Es wurde um 1470 in einer mittelrheinischen Werkstatt für die Kapelle von Schloss Weiler bei Heilbronn geschaffen. 
Es handelt sich um ein Triptychon mit Gemäldetafeln. Die Mitteltafel misst 174 × 152,4 cm. Im Zentrum der Darstellung wird die Gottesmutter, die das Christuskind trägt, von zwei Engeln gekrönt. Zu ihren beiden Seiten stehen die Heiligen Jodokus, Wendelin, Apollonia, Barbara, Katharina, Laurentius, Sebastian und Mauritius in einer Reihe und vor gemustertem Goldgrund. Jede Figur mit ihrem Attribut wird von einem Baldachin aus Ranken- und Blattwerk überfangen und zu ihren Füßen von einer Inschrift identifiziert. Im geschlossenen Zustand sind der heilige Theodor und das Martyrium von drei Angehörigen der Thebäischen Legion zu sehen.
Bis vermutlich in die 1930er Jahre befand es sich im Besitz der Freiherren von Weiler, bevor es über mehrere Privatbesitzer und unter anderen die Kunsthandlung Julius Böhler (1937/38) im Jahr 1953 von der Kunsthandlung Thomas Agnew & Sons in London an das Metropolitan Museum of Art in New York verkauft wurde.